# Šujica (potok)
glej tudi Šujica (reka), Bosna in Hercegovina
Šujica je potok, ki nabira svoje vode v okolici Horjula in se preko potoka Horjulka oz. Horjulščica pri Dobrovi kot desni pritok izliva v reko Gradaščico. Sodi v porečje Ljubljanice.